# Helicopsyche yamadai
Helicopsyche yamadai là một loài Trichoptera trong họ Helicopsychidae. Chúng phân bố ở miền Cổ bắc.